# Варнавины
Варнавины — древний русский дворянский род.
Род внесён в родословную книгу Минской губернии.

## История рода
Павел и Замятня Нечаевы и Семён Иванович поручились по боярину Захарию Ивановичу Плещееву (1566). Павел Артемьевич поручился по князю Охлябинину (1566). В битве под Кесью погибли дети боярские Иван и Владимир Варнавин (июль 1578).
Алексинец Григорий Варнавин осадный голова в Белёве (1603), губной староста, воевода в Алексине (1633—1635).
Трое Варнавиных владели населёнными имениями (1699).

## Известные представители
- Варнавин Афанасий Григорьевич — московский дворянин (1658—1668)[5].